# Ерън Директър
Ерън Директър (на английски: Aaron Director) е американски икономист.

## Биография
Роден е на 21 септември 1901 година в село Стари Чарторийск, Волиния, в еврейско семейство, което през 1913 година емигрира в Съединените щати и се установява в Портланд. Негова сестра е икономистката Роуз Фридман. През 1924 година Директър завършва Йейлския университет, преподава за кратко в Работническия колеж в Портланд, а от 1928 година е в Чикагския университет. Той става една от централните фигури във формирането на Чикагската икономическа школа.
Ерън Директър умира на 11 септември 2004 година в Лос Алтос Хилс.